# Album al numero uno nella Billboard 200 nel 2007

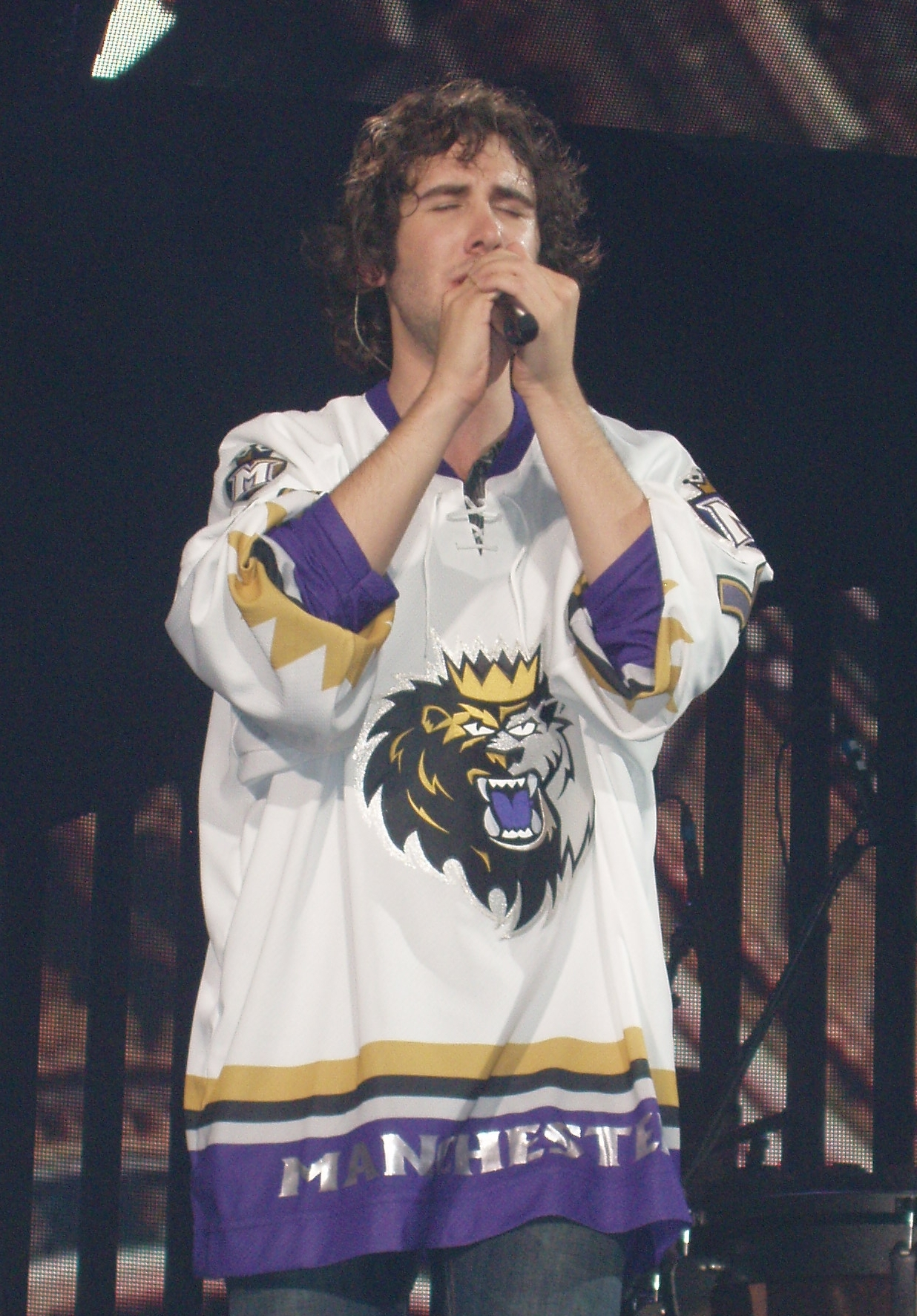
Noël, album del cantautore americano Josh Groban, è stato l'album più vendute del 2007, con 2.8 milioni di copie, nonché quello con la più lunga permanenza in vetta (5 settimane consecutive - 4 nel 2007 e 1 nel 2008)

Di seguito è proposta la lista degli album al numero uno nella Billboard 200 nel 2007. La Billboard 200, pubblicata dalla rivista Billboard, è una classifica settimanale che considera i 200 album e EP più venduti negli Stati Uniti. I dati sono raccolti e compilati dalla Nielsen SoundScan prendendo in considerazione le vendite fisiche degli album accumulate settimanalmente.

## Billboard 200
| † | Indica l'album con le migliori prestazioni del 2007 |

| Data         | Album                                     | Artista                     | Tot. sett. #1 | Unità vendute | Fonti  |
| ------------ | ----------------------------------------- | --------------------------- | ------------- | ------------- | ------ |
| 6 gennaio    | Hip Hop Is Dead                           | Nas                         | 1             | 355.000       | [ 2 ]  |
| 13 gennaio   | 21                                        | Omarion                     | 1             | 119.000       | [ 3 ]  |
| 20 gennaio   | Dreamgirls: Music from the Motion Picture | Artisti vari                | 2             | 66.000        | [ 4 ]  |
| 27 gennaio   | Dreamgirls: Music from the Motion Picture | Artisti vari                | 2             | 60.000        | [ 5 ]  |
| 3 febbraio   | Daughtry †                                | Daughtry                    | 2             | 65.000        | [ 6 ]  |
| 10 febbraio  | Late Night Special                        | Pretty Ricky                | 1             | 132.000       | [ 7 ]  |
| 17 febbraio  | Not Too Late                              | Norah Jones                 | 3             | 405.000       | [ 8 ]  |
| 24 febbraio  | Infinity on High                          | Fall Out Boy                | 1             | 260.000       | [ 9 ]  |
| 3 marzo      | Not Too Late                              | Norah Jones                 | 3             | 211.000       | [ 10 ] |
| 10 marzo     | Not Too Late                              | Norah Jones                 | 3             | 100.000       | [ 11 ] |
| 17 marzo     | Daughtry †                                | Daughtry                    | 2             | 90.000        | [ 12 ] |
| 24 marzo     | Greatest Hits                             | The Notorious B.I.G.        | 1             | 99.000        | [ 13 ] |
| 31 marzo     | Luvanmusiq                                | Musiq Soulchild             | 1             | 149.000       | [ 14 ] |
| 7 aprile     | We Were Dead Before the Ship Even Sank    | Modest Mouse                | 1             | 129.000       | [ 15 ] |
| 14 aprile    | Let It Go                                 | Tim McGraw                  | 1             | 325.000       | [ 16 ] |
| 21 aprile    | Now 24                                    | Artisti vari                | 2             | 213.000       | [ 17 ] |
| 28 aprile    | Now 24                                    | Artisti vari                | 2             | 89.000        | [ 18 ] |
| 5 maggio     | The Best Damn Thing                       | Avril Lavigne               | 2             | 286.000       | [ 19 ] |
| 12 maggio    | The Best Damn Thing                       | Avril Lavigne               | 2             | 122.000       | [ 20 ] |
| 19 maggio    | Because of You                            | Ne-Yo                       | 1             | 251.000       | [ 21 ] |
| 26 maggio    | Call Me Irresponsible                     | Michael Bublé               | 1             | 145.000       | [ 22 ] |
| 2 giugno     | Minutes to Midnight                       | Linkin Park                 | 1             | 623.000       | [ 23 ] |
| 9 giugno     | It Won't Be Soon Before Long              | Maroon 5                    | 1             | 429.000       | [ 24 ] |
| 16 giugno    | Double Up                                 | R. Kelly                    | 1             | 386.000       | [ 25 ] |
| 23 giugno    | Epiphany                                  | T-Pain                      | 1             | 171.000       | [ 26 ] |
| 30 giugno    | Big Dog Daddy                             | Toby Keith                  | 1             | 204.000       | [ 27 ] |
| 7 luglio     | Lost Highway                              | Bon Jovi                    | 1             | 292.000       | [ 28 ] |
| 14 luglio    | Hannah Montana 2: Meet Miley Cyrus        | Hannah Montana/Miley Cyrus  | 1             | 326.000       | [ 29 ] |
| 21 luglio    | T.I. vs. T.I.P.                           | T.I.                        | 2             | 468.000       | [ 30 ] |
| 28 luglio    | T.I. vs. T.I.P.                           | T.I.                        | 2             | 175.000       | [ 31 ] |
| 4 agosto     | Now 25                                    | Artisti vari                | 2             | 223.000       | [ 32 ] |
| 11 agosto    | Now 25                                    | Artisti vari                | 2             | 149.000       | [ 33 ] |
| 18 agosto    | Finding Forever                           | Common                      | 1             | 155.000       | [ 34 ] |
| 25 agosto    | UGK (Underground Kingz)                   | UGK                         | 1             | 160.000       | [ 35 ] |
| 1º settembre | High School Musical 2                     | Cast di High School Musical | 4             | 615.000       | [ 36 ] |
| 8 settembre  | High School Musical 2                     | Cast di High School Musical | 4             | 367.000       | [ 37 ] |
| 15 settembre | High School Musical 2                     | Cast di High School Musical | 4             | 210.000       | [ 38 ] |
| 22 settembre | High School Musical 2                     | Cast di High School Musical | 4             | 165.000       | [ 39 ] |
| 29 settembre | Graduation                                | Kanye West                  | 1             | 957.000       | [ 40 ] |
| 6 ottobre    | Reba: Duets                               | Reba McEntire               | 1             | 301.000       | [ 41 ] |
| 13 ottobre   | Still Feels Good                          | Rascal Flatts               | 1             | 547.000       | [ 42 ] |
| 20 ottobre   | Magic                                     | Bruce Springsteen           | 2             | 335.000       | [ 43 ] |
| 27 ottobre   | Rock N Roll Jesus                         | Kid Rock                    | 1             | 170.000       | [ 44 ] |
| 3 novembre   | Magic                                     | Bruce Springsteen           | 2             | 77.000        | [ 45 ] |
| 10 novembre  | Carnival Ride                             | Carrie Underwood            | 1             | 527.000       | [ 46 ] |
| 17 novembre  | Long Road Out of Eden                     | Eagles                      | 1             | 711.000       | [ 47 ] |
| 24 novembre  | American Gangster                         | Jay-Z                       | 1             | 425.000       | [ 48 ] |
| 1º dicembre  | As I Am                                   | Alicia Keys                 | 4             | 742.000       | [ 49 ] |
| 8 dicembre   | Noël                                      | Josh Groban                 | 5             | 405.000       | [ 50 ] |
| 15 dicembre  | Noël                                      | Josh Groban                 | 5             | 539.000       | [ 51 ] |
| 22 dicembre  | Noël                                      | Josh Groban                 | 5             | 581000        | [ 52 ] |
| 29 dicembre  | Noël                                      | Josh Groban                 | 5             | 669.000       | [ 53 ] |

Note:
1. ↑  Ha raggiunto il numero uno anche nel 2008
2. ↑  Ha raggiunto il numero uno anche nel 2008